# Marmellar
Marmellar es una localidad española, hoy día despoblada, del municipio de Montmell, perteneciente a la provincia de Tarragona, en la comunidad autónoma de Cataluña.

## Toponimia
El nombre del lugar puede encontrarse referido con las variantes Marmella y Marmellar.

## Historia
Hacia mediados del siglo XIX, el lugar, ya por entonces perteneciente a Montmell, tenía contabilizada una población de 185 habitantes. Aparece descrito en el decimoprimer volumen del Diccionario geográfico-estadístico-histórico de España y sus posesiones de Ultramar de Pascual Madoz de la siguiente manera:

MARMELLA: ald. en la prov. de Tarragona (10 horas), part. jud. de Vendrell (4), aud. terr., c. g. y dióc. de Barcelona (14), ayunt. de Montmell (2). sit. entre montes, con buena ventilacion y clima frio, pero sano; las enfermedades comunes son fiebres inflamatorias. Tiene 20 casas diseminadas, la igl. parr. (San Miguel) y el cementerio contiguo á ella. El térm. confina N. Celma; E. Castellví del part. de Villafranca de Panadés (Barcelona); S. San Jaime dels Domeñys y O. Montmell; en el se encuentra al pié de un monte, un ant. conv. derruido, que se dice fué de Jesuitas. El terreno es generalmente montuoso, y de mala calidad, bastante poblado de pinos, encinas, y mata baja; le fertiliza un riachuelo á que da nombre la poblacion; nace en Montagut, corre hácia Castellet, y desagua por el molino de las Masas en el r. Foix; no le cruza, puente alguno, mas en la actualidad se construye uno cerca de Arbos. Los caminos son locales, de herradura, y escabrosos. El correo lo recogen los interesados en Villafranca y en Vendrell. prod.: trigo, vino, aceite, patatas, legumbres y hortalizas; cria algun ganado cabrío y caza de perdices y conejos. pobl. 23 vec., 185 almas, cap. prod.: 1.662.000. imp. 49,860.
(Madoz, 1848, p. 240)

En la actualidad es un despoblado.

## Patrimonio
En el lugar hay una iglesia bajo la advocación de San Miguel.